# Kassaregisterlagen
Kassaregisterlagen (2007:592 ) utfärdades 14 juni 2007  och innehåller bestämmelser om användning och kontroll av kassaregister.
Lagens syfte är att skydda seriösa företagare mot illegal konkurrens genom att försvåra fusk och underlätta kontroll av kassaregister.

## Omfattning
Lagen omfattar alla näringsidkare som i icke ringa omfattning säljer varor eller tjänster mot kontant betalning. Betalning med kontokort likställs med kontant betalning.
Det finns vissa undantag, se nedan.

## Undantag
- Verksamheter med ringa omfattning, dvs lägre försäljning än fyra prisbasbelopp per år. (prisbasbelopp 2013 är 44500 kr[2])
- Taxitrafik
- Distansförsäljning
- Försäljning från varuautomater och liknande
- Automatspel enligt lotterilagen
- Torg- och marknadshandel (på väg bort enligt skatteverkets nationella samordnare)

## Krav
Alla näringsidkare måste ha ett certifierat kassaregister från och med 2010-01-01. All försäljning måste registreras i kassaregistret och kvitto måste skrivas ut och erbjudas till kunden.